# Edward Vesala

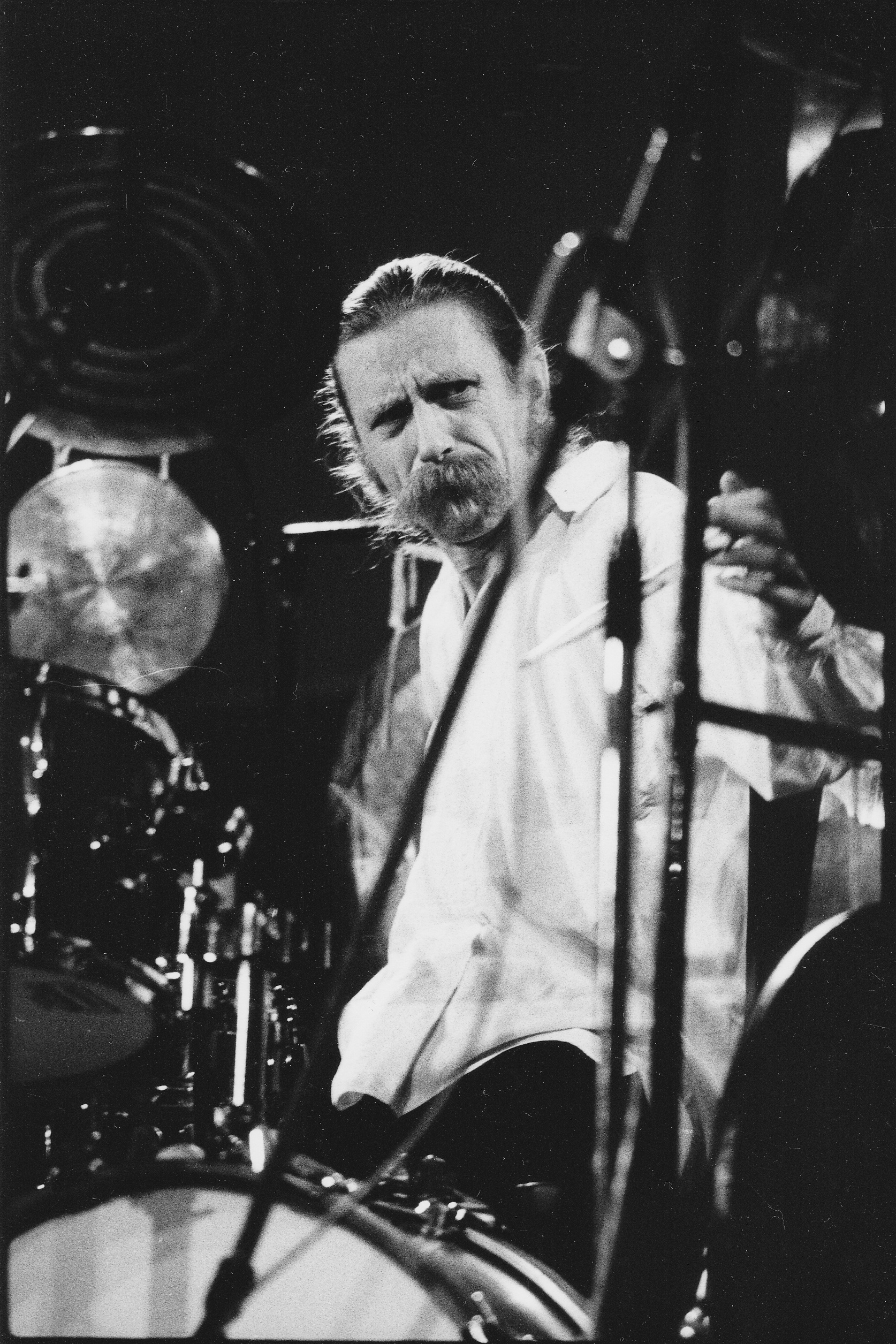
Edward Vesala auf dem International Jazz Festival, Prag (1984)

Edward Vesala (* 15. Februar 1945 in Mäntyharju als Martti Vesala; † 4. Dezember 1999 in Helsinki) war ein finnischer Jazzmusiker (Schlagzeuger, Komponist, Bandleader).

## Leben und Wirken
Vesala nahm zuerst mit Mauri Antero Numminen auf, gründete um 1970 sein eigenes Trio, wurde durch die Zusammenarbeit mit Jan Garbarek, mit Peter Brötzmann und Peter Kowald und insbesondere mit Tomasz Stańko und Tomasz Szukalski einem größeren Publikum bekannt; mit Stańko ist er auf einer Vielzahl von Platten aus den 1970ern zu hören. Bereits 1973 spielte er eine Solo-Platte als Perkussionskünstler ein. Neben seinen Auftritten mit Stańko begleitete er zu dieser Zeit häufig amerikanische Musiker wie Paul Bley, Chick Corea, Archie Shepp, Roswell Rudd oder Gary Burton. 1976 trat er mit Toto Blanke und Jasper van’t Hof in der Jazzrock-Gruppe Electric Circus auf. 1977 bildete er ein Trio mit Gerd Dudek und Buschi Niebergall.
Von 1984 bis 1986 leitete er Kurse und Workshops und arbeitete ein Jahr lang als Lehrer an einer Schule, an der er jungen Musikern seine Erfahrungen vermittelte. Später unterrichtete er diese Schüler weiter privat; aus diesem Kreis rekrutierte er die Musiker für sein Ensemble Sound and Fury. Dieses großformatige und durch eigenwillige Besetzung (Holzbläser, Harfe, Gitarren, Akkordeon) auffallende Ensemble spielte nur die eigenwilligen, Tango, Klassik und finnische Volksmusik einbeziehenden, teilweise recht sperrigen Eigenkompositionen des Bandleaders. In dieser Gruppe sind als Musiker besonders die Saxophonisten Jorma Tapio und Pepa Päivinen, die Gitarristen Raoul Björkenheim und Jimi Sumen sowie die Harfenistin und Keyboarderin Iro Haarla, die mit Vesala verheiratet war, zu nennen. Vesala komponierte auch für das Philharmonie-Orchester von Helsinki.
Vesala gilt als wichtiger Musiker der Europäischen Jazzszene und trug wesentliches sowohl als Schlagzeuger als auch als Komponist und Bandleader zur Entwicklung eines spezifischen europäischen Jazz bei.

## Lexigraphische Einträge
- Ian Carr, Digby Fairweather, Brian Priestley: Rough Guide Jazz. Der ultimative Führer zur Jazzmusik. 1700 Künstler und Bands von den Anfängen bis heute. Metzler, Stuttgart/Weimar 1999, ISBN 3-476-01584-X.
- Wolf Kampmann (Hrsg.), unter Mitarbeit von Ekkehard Jost: Reclams Jazzlexikon. Reclam, Stuttgart 2003, ISBN 3-15-010528-5.
- Martin Kunzler: Jazz-Lexikon. Band 2: M–Z (= rororo-Sachbuch. Bd. 16513). 2. Auflage. Rowohlt, Reinbek bei Hamburg 2004, ISBN 3-499-16513-9.